# Fundacja Wsparcia Rolnika Polska Ziemia
Fundacja Wsparcia Rolnika Polska Ziemia (FWRPZ) – polska organizacja pozarządowa z siedzibą w Warszawie, wpisana do KRS pod numerem 0000500475, założona z inicjatywy Szczepana Wójcika. Głównymi aspektami działania fundacji są działania zmierzające do poprawy sytuacji rolnictwa w Polsce.

## Działalność statutowa
Fundacja, poprzez działalność społeczną, charytatywną i edukacyjną, realizuje następujące cele statutowe:
- wspierania polskich hodowców zwierząt w ich działaniach na arenie rolnictwa polskiego;
- opieki i pomocy hodowcom i zwierzętom hodowlanym;
- wspierania działań w zakresie ochrony środowiska, ekologii, ochrony zwierząt oraz ochrony dziedzictwa przyrodniczego;
- promocji i wspierania działań mających na celu rozwój obszarów wiejskich;
- wyrównania szans rozwoju i edukacji dzieci i młodzieży z obszarów wiejskich;
- działań mających na celu wspieranie rolników w wieku emerytalnym;
- wspierania młodych rolników;
- niesienia pomocy chorym, uzależnionym i poszkodowanym rolnikom;
- zmniejszania obszarów wykluczenia społecznego;
- dążenia do wzrostu zatrudnienia oraz zwiększenia spójności gospodarczej i terytorialnej;
- propagowania i upowszechniania certyfikacji ferm;
- działań mających na celu udoskonalanie prowadzonych ferm zwierząt, a także eliminacji wadliwie funkcjonujących ferm;
- inicjowania i wspierania nowatorskich rozwiązań hodowli;
- ochrony i promocji dobrostanu zwierząt;
- prawidłowej hodowli zwierząt w zależności od hodowanych gatunków zwierząt oraz podnoszenie standardów polskiej hodowli;
- upowszechniania i ochrony praw rolników do prowadzenia działalności w zakresie specjalistycznych hodowli zwierząt;
- popularyzacji idei, iż hodowla zwierząt jest istotną gałęzią rolnictwa i należy ją wspierać oraz przeciwdziałać ruchom mającym na celu szkodę lub likwidację polskich hodowli;
- wzmacniania i ochrony kontroli obywateli nad działalnością podmiotów władzy, a także upowszechniania działań wspomagających rozwój demokracji i swobód obywatelskich;
- wspierania demokratycznych i transparentnych procedur podejmowania decyzji na poziomie centralnym, regionalnym i lokalnym;
- upowszechniania działań wspomagających zwiększanie odpowiedzialności obywateli za życie publiczne.

## Podejmowane działania
Poprzez działalność medialną Fundacja promuje ideę poprawy Polskiego rolnictwa; ochrony branż producenckich; zwiększenia jakości i wielkości polskiej hodowli zwierząt, co ma być alternatywą dla rolników nieposiadających wystarczającego areału do efektywnej uprawy roślin.
- Akcja "Bezpieczne Wakacje na Wsi" –  celem jest uświadomienie dzieciom konieczności przestrzegania zasad bezpieczeństwa na drodze, w gospodarstwie domowym oraz podczas rekreacji[6][7].

- Akcja "Kupuję na Targowiskach! Pomagam w walce z suszą" – ma za zadanie uświadomienie społeczeństwu, że zakupy na targowisku oznaczają pomoc rolnikom w obliczu klęski suszy[8][9].

- Akcja "Przyjaźni dzieciom" – mająca na celu organizowanie kącików edukacyjno-rozrywkowych w poczekalniach przychodni na terenach wiejskich[10][11].

- Analizy i pomoc dla hodowców norek[12][13][14]

- Embarga na polskie produkty – poszukiwania rozwiązań[15][16][17]

- Patronat i udział w targach branżowych takich jak: Natura Food, Agro Show, Dni Pola[18][19]

- Projekt – „Daj Gryza”[20][21][22][23]

- Organizacja ogólnopolskiego konkursu „Młody Agro-Przedsiębiorca”[24]

- Rekompensaty i pomoc dla rolników[25][26][27]
- Kampania informacyjna – „Spieszmy się kupować ziemie – już jej nie produkują”[28][29][30]

- Udział w cyklicznej konferencji „Szanse i zagrożenia we współczesnym rolnictwie”[31]

- Udział w konsultacjach przy procesie legislacji[32]

- Udział w Polskim Kongresie Rolnictwa[33][34][35]

- Współpraca ze Stowarzyszeniem Eksporterów Polskich[36] oraz z Krajową Siecią Obszarów Wiejskich (KSOW)[37]

Fundacja jest też wydawcą miesięcznika Świat Rolnika i portalu rolniczego swiatrolnika.info oraz portalu informacyjno-opiniotwórczego wSensie.pl.